# Leendert Viervant
Leendert Viervant de Jongere (Arnhem, 5 de març de 1752 – Amsterdam, 4 de juliol de 1801) fou un arquitecte neoclàssic holandès.

## Biografia
Leendert Viervant provenia d'una família d'arquitectes, ebenistes i picapedrers. El seu pare, Hendrik Viervant (1718 – 1775), fill del fabricant de mobles i picapedrer Leendert Viervant (1689 – 1762), es casà amb Catharina Maria Otten, germana de l'arquitecte neoclàssic Jacob Otten Husly. El germà de Hendrik, Anthonie Viervant, també era fabricant de mobles, el fill del qual, Roelof Viervant, dissenyà jardins de pavellons i façanes. Tots aquests membres de la família van dissenyar algun edifici als Països Baixos durant el segle xviii.
Aquest ambient familiar va oferir a Leendert Viervant un important bagatge pel seu futur. Nascut i criat a la ciutat d'Arnhem, estudià amb el seu oncle Husly per arribar a ser arquitecte. El 1768 va entrar a formar part del gremi de picapedrers d'Amsterdam, ciutat on vivia i treballava; visqué vora l'Amstel i entre 1784 i 1790 prop del pont Hogesluis. Segons el testimoni del seu oncle Husly, Viervant Leendert era incapaç d'administrar els seus diners i va viure desordenadament; el 1791, incapaç de complir les obligacions financeres, es va veure obligat a liquidar els seus actius, encara que acabà arribant a un acord amb els seus creditors. El 1798 es va convertir en un dels tres directors del Directorium Stadswerken (en català literalment, Departament d'Obres Públiques Municipals) de la ciutat d'Amsterdam.

## Obra

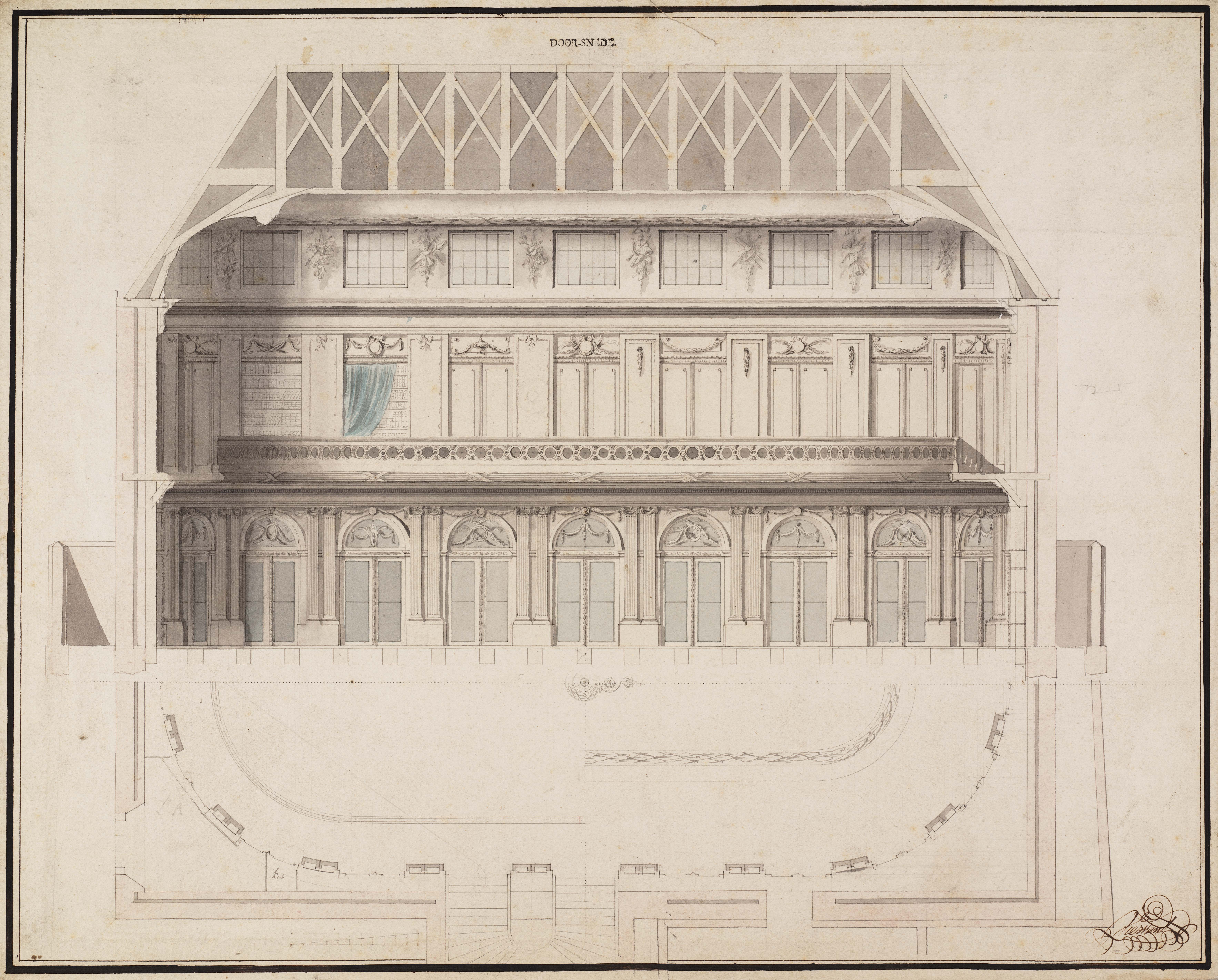
Disseny de la Sala Ovalada del Museu Teyler, Leendert Viervant; 480 x 600 mm.

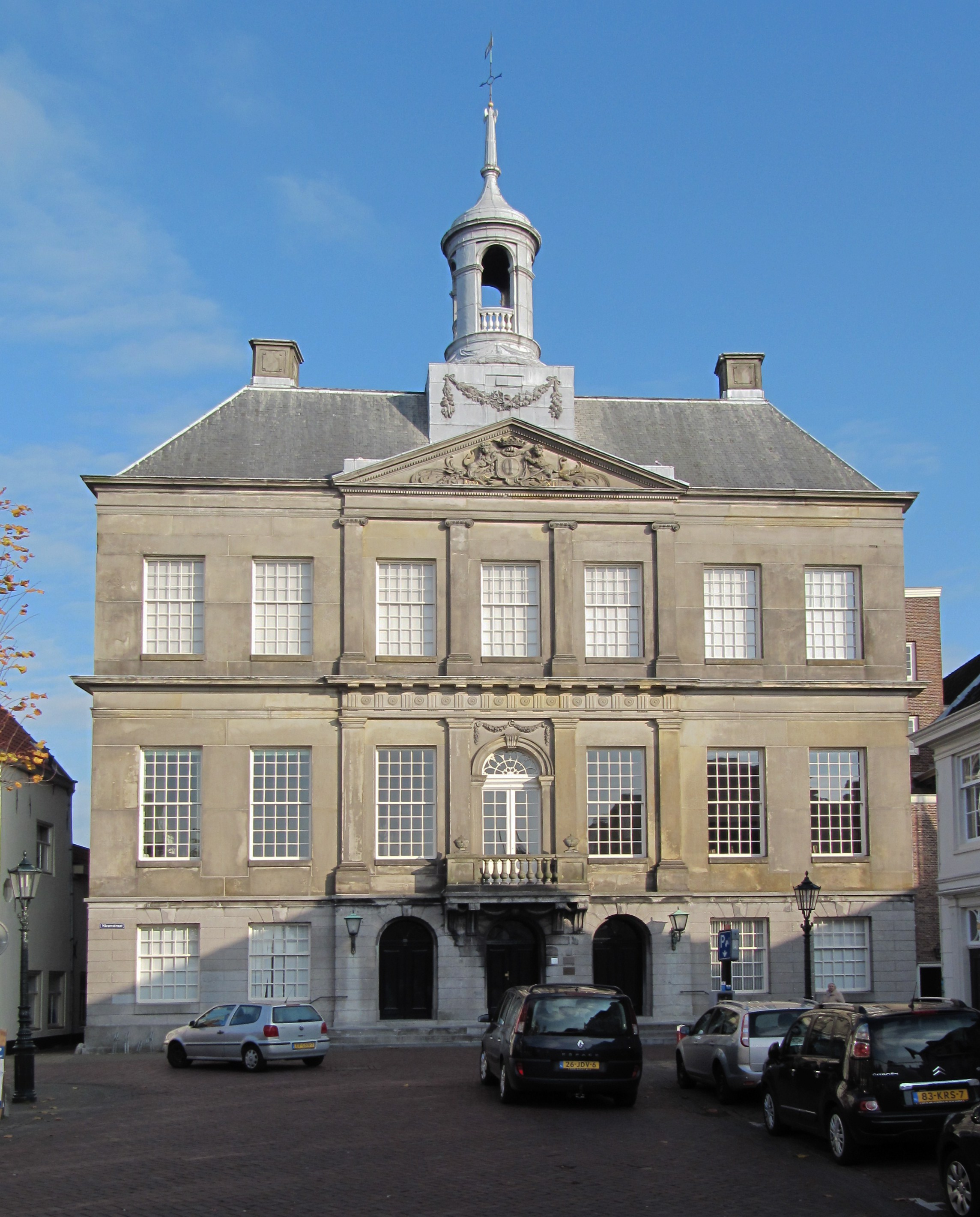
L'Ajuntament de Weesp, un dels edificis dissenyats per ell

Ensenyat pel seu oncle Husly, Viervant va ser l'arquitecte d'uns quants edificis d'estil neoclàssic d'arreu dels Països Baixos. Poc després de la seva entrada al gremi de picapedrers d'Amsterdam el 1768, va obtenir l'encàrrec de l'església Oude Kerk de construir «una lleixa de la xemeneia de marbre tipus Bardiglio amb forats i ornamentació, per la suma de 180 florins»; també es creu que va dissenyar l'entrada sud d'aquest temple. Entre 1772 i 1776 treballà en el disseny de l'Ajuntament de Weesp.
El 1779 la Fundació Teyler li encarregà el disseny de la Sala Ovalada, l'Observatori Astronòmic Teyler i una part significativa de l'interior del Museu Teyler, obra que s'iniciaria el 1784. Viervant es va inspirar en les obres dels arquitectes François de Neufforge, Michelangelo Buonarroti i Artus Quellinus i va seguir les regles de l'arquitectura i l'interiorisme dictades pel crític d'art neoclàssic italià Francesco Milizia, mentre que, per altra banda, també es considera que va utilitzar el coneixement transmès per la seva família a l'hora de dissenyar els boiseries, armaris encastats i vitrines de la Sala Ovalada i la part inferior del gran generador electroestàtic de Martinus van Marum. També treballà en altres projectes d'aquesta fundació, tots ells a Haarlem, incloent-hi el Teylers Hofje. D'aquesta manera, Viervant va rebre uns 9500 florins, cosa que el convertia probablement en un dels arquitectes neerlandesos més ben pagats d'aleshores.
El 1787 dissenyà l'edifici número 8 del carrer Kalverstraat d'Amsterdam com a encàrrec de la Vaderlandsche Societeit (en català literalment, Societat Patriòtica), però els treballs de construcció es van interrompre a causa de l'abolició de l'empresa. Aquest fet reflectiria la implicació de Viervant en els cercles anomenats de compromís patriòtic, la qual cosa li va permetre el 1798 guanyar el càrrec de director del Directorium Stadswerken (en català literalment, Departament d'Obres Públiques Municipals) d'Amsterdam.